# Клюшево
Клюшево (пол. Kluszewo) — село в Польщі, у гміні Шидлово Млавського повіту Мазовецького воєводства.
Населення — 237 осіб (2011).
У 1975-1998 роках село належало до Цехановського воєводства.

## Демографія
Демографічна структура станом на 31 березня 2011 року:
|          | Загалом | Допрацездатний вік | Працездатний вік | Постпрацездатний вік |
| -------- | ------- | ------------------ | ---------------- | -------------------- |
| Чоловіки | 117     | 17                 | 87               | 13                   |
| Жінки    | 120     | 16                 | 75               | 29                   |
| Разом    | 237     | 33                 | 162              | 42                   |